# آثار (آلبوم کوئین)
آثار (به انگلیسی: The Works) یازدهمین آلبوم استودیویی از گروه موسیقی راک اهل بریتانیا کوئین است، که در ۲۷ فوریه ۱۹۸۴ توسط ئی‌ام‌آی رکوردز در بریتانیا منتشر شد. این نخستین آلبوم استودیویی گروه است که توسط کپیتال رکوردز در ایالات متحده آمریکا منتشر می‌شود.